# Giovanni Comneno Ducas
Giovanni Comneno Ducas (in greco Ιωάννης Κομνηνός Δούκας?, Iōannēs Komnēnos Doúkas; ... – 1244) fu sovrano di Tessalonica dal 1237 fino alla sua morte.
Giovanni era il figlio maggiore di Teodoro Comneno Ducas e Maria Petralife. Nel 1230 suo padre fu catturato insieme alla sua famiglia nella Battaglia di Klokotnica da Ivan Asen II di Bulgaria. Quando sua sorella Irene sposò Ivan Asen II nel 1237, Giovanni fu liberato dalla prigionia insieme al padre Teodoro, ormai cieco, e al fratello minore Demetrio. Teodoro e i suoi figli tornarono a Tessalonica e incitarono una rivolta contro il fratello di Teodoro, Manuele Comneno Ducas, che governava la città dal 1230. Poiché Teodoro era cieco, insediò il figlio Giovanni come sovrano e si ritirò a Vodena.
Nel 1239, il deposto Manuele tornò con il supporto dell'Impero di Nicea e si impadronì della Tessaglia. Incapaci di scacciarlo, Teodoro e Giovanni accettano di perdere la provincia. Nel 1241 Ivan Asen II morì, togliendo a Tessalonica sia la sua sovranità che la sua protezione. Ora, se non prima, Giovanni iniziò a usare il titolo imperiale usato dal padre. Questo e la sua posizione esposta attirarono l'attenzione dell'imperatore di Nicea Giovanni III Ducas Vatatze. L'imperatore niceno invitò Teodoro a un incontro, lo fece arrestare e nel 1242 guidò il suo esercito contro Tessalonica. Giunto a Tessalonica, inviò Teodoro a negoziare con il figlio per ottenere la sua sottomissione. Giovanni fu facilmente indotto ad accontentarsi del titolo di despota e a riconoscere la sovranità di Nicea. Ottenute queste concessioni, Giovanni III Ducas Vatatze tornò rapidamente in Asia Minore per combattere l'invasione dei Turchi Selgiuchidi.
Giovanni aveva dimostrato scarso talento per il governo e si dice che desiderasse diventare sacerdote. Morì nel 1244 e gli succedette il fratello minore Demetrio.